# 预后
预后（英語：Prognosis）是一个医学名词，指根据病人当前状况来推估未来經過治療後可能的结果。
若用于统计学总体，预后推估可以是非常准确的；比如，「严重败血性休克病人中，有45%会在28天内死亡」，这一判断有相当可信度，因为以前的研究发现死亡病人的比例是45%。
然而，很難将此转化为对「個別」病人的预后預測：需要许多其它資訊/信息来判断这个病人属于45%会死亡病人的群體，或者55%能存活病人的群體。
医生通常需要根据病人病情相关因素（如：疾病种类、症状、病情分期、病理图像、基因、并发症、年龄等）而对未来治疗结果所做的完全的预估。

## 方法論

### 疾病指標及預後指標
預後評分也可以用於癌症預後的預測。像曼徹斯特分數就是針對小細胞肺癌的預後指標。对于非霍奇金氏淋巴瘤，醫學界已發展了國際預後指數來預測病患的預後情形。
其他有用到預後指標的醫學領域包括在藥物誘發的肝損傷（Drug-Induced Liver Injury，DILI）中使用的海氏法則，以及用運動壓力測試作為心肌梗死之後的預後指標，而多發性骨髓瘤的存活率也有對應的預後指標。

### 生命末期
醫學研究指出大部份的醫師對預後資訊會有過於樂觀的估計，也就是傾向高估患者在手術後可以存活的時間。對於病情極度不佳的病患，特別是已住進加護病房的病患，有許多的預後評分系統可以做更精確的估計，其中最多人使用的是APACHE II評分系統。不過此系統在病患臨終前七天評估的準確度最高。
瞭解病患預後情形，可以在決定是否要進行特定醫療時作更有意義的決策，在生命末期病患的相關醫療決策上格外重要。

## 有關預後的估計資訊
以下的估計資訊常用在預後的描述中：
- 無惡化存活期（英语：Progression-free survival） - 在疾病（一般用在癌症）治療或是給藥之後，疾病沒有惡化的時期長度。
- 存活率 - 描述在接受醫學研究或是進行治療的群體中，在診斷之後一段時間仍存活的比例。
- 存活時間（Survival time）- 生命還有的時間。若沒有特別說明，一般是從被診斷到有疾病的時間開始計算，單位可能以日、月或是年。

## 歷史
最早期的醫療書籍之一就是希波克拉底約在西元前四百年所寫的《Book of Prognostics》。書中一開始就提到「對我而言身為醫生最好的一件事就是說明預後的情形，在疾病出現時，預知及預言疾病的過去、現在及未來，並且解釋一些病患忽略的事（病患也可能因為而內疚），病患會更清楚其自身疾病的情形，也會對醫生更有信心。」
對十九世紀的醫生而言（特別是依循法國醫療學校系統的醫生），醫療的主要目的不是治療病患，而是作诊断，並且預測病患之後的情形。數十年後西方醫學的主要目的才變成治療疾病。

## 外部連結
- Computer models at prognosis.org